# Плотосы
Плотосы, также Угрехво́стые сомы́, угрехво́сты (лат. Plotosus) — род лучепёрых рыб семейства угрехвостых сомов. Представители рода широко распространены в тропической Индо-Тихоокеанской области. Вследствие «Лессепсианской» миграции один из видов (полосатый угрехвост (Plotosus lineatus)) проник в восточную часть Средиземного моря и считается одним из восьми наиболее потенциально угрожающих инвазивных видов на территории Европейского союза. Род описал французский ихтиолог Бернар Жермен Этьен де ла Виль граф де Ласепед в 1803 году по типовому виду Platystacus anguillaris Bloch, 1794.
Лишены чешуи. Тело удлинённое, заметно сжатое с боков, к хвосту заострённое. Сильно вытянутые рыбы, задней частью похожи на угрей. Голова широкая, слегка приплюснутая с тремя или четырьмя парами усов, на верхней и нижней челюстях и подбородке. Боковые складки углов рта могут выступать в виде коротких усиков. Рот почти конечный (расположенный на оси тела). Зубы конической формы на челюстях, иногда отсутствуют на верхней челюсти или вперемежку на нижней челюсти с коренными зубами. Ноздри хорошо разделены; задняя ноздря в виде щели, позади усика передней ноздри. Боковая линия более или менее различима, поры хорошо разделены. Первый спинной плавник начинается над или позади начала грудного; колючка спинного плавника гладкая или зазубренная с переднего и заднего краёв. Жировой плавник отсутствует. Второй спинной плавник длинный, с многочисленными лучами и так же, как сходный с ним анальный плавник, сливается с заострённым хвостовым плавником. Колючий луч грудного плавника зазубренный по краям, заострённый на верхушке, сильный или слабый. В брюшных плавниках по 10—16 лучей. В коже угрехвостых сомов разбросаны своеобразные органы осязания, похожие на слизистые «ампулы Лоренцини», как у акул и скатов.
Ядовиты. Яд накапливается в железах и стекает по зазубренным колючкам на спинном и грудном плавниках. Укол ядовитой колючкой вызывает у человека мучительную боль и длительное воспаление. Бурый угрехвост (Plotosus canius) и Plotosus lineatus считаются очень ядовитыми в особенности потому, что ядоносные шипы при уколе обыкновенно обламываются и остаются в ране.
Плотосы отличаются от близких родов тем, что трубчатые ноздри передней пары, расположенные на переднем крае верхней губы, направлены вверх и вперёд, а не вниз (продырявливая губу), жаберные перепонки свободны от межжаберного промежутка и начало второго спинного плавника расположено заметно позади начала брюшных плавников, а не над ним или впереди него.

## Виды
Представлен 9 валидными видами:
- Plotosus abbreviatus Boulenger, 1895
- Plotosus canius Hamilton, 1822 — Бурый угрехвост
- Plotosus fisadoha Ng & Sparks, 2002
- Plotosus japonicus Yoshino & Kishimoto, 2008
- Plotosus limbatus Valenciennes, 1840 — Темнопёрый угрехвост[1]
- Plotosus lineatus (Thunberg, 1787} — Полосатый угрехвост, или углехвостый сом, или колючий морской сом, или кумал
- Plotosus nhatrangensis Prokofiev, 2008
- Plotosus nkunga Gomon & Taylor, 1982
- Plotosus papuensis Weber, 1910